# Elegia di Osaka
Elegia di Osaka (浪華悲歌?, Naniwa erejî, lett. "Elegia di Naniwa") è un film del 1936 diretto da Kenji Mizoguchi.

## Trama
Ayako Murai (Isuzu Yamada) è una giovane donna che lavora come operatrice telefonica per la ditta farmaceutica Asai, nella Osaka del 1930. Per pagare i debiti di suo padre, disoccupato e minacciato di arresto per non aver restituito un prestito di 300 ¥, lei accetta di diventare l'amante del suo datore di lavoro. Dopo aver pagato i debiti di suo padre, la relazione col signor Asai viene interrotta a causa della gelosia della moglie di quest'ultimo, Sonosuke, la quale dopo aver scoperto la tresca per colpa di un errore del dr. Yoko, vieta categoricamente a suo marito di vedersi nuovamente con la sua amante.
Tuttavia Ayako, nel tentativo di contribuire a pagare le tasse universitarie del fratello Hiroshi, nel frattempo tornato a casa da Tokyo per chiedere a suo padre 200 ¥ per l'ultima rata prima di laurearsi, continua a fare l'amante mantenuta a spese di un altro ammiratore della ditta, il signor Fujino. Ma quando tenta di ingannare quest'ultimo, provando ad ottenere una cifra abbastanza alta da permettergli di sposare il suo fidanzato Nishimura, egli chiama la polizia e la coppia viene arrestata per adescamento.
Dopo essere stati portati alla stazione di polizia, Nishimura, innocente, viene rilasciato mentre le accuse a carico di Ayako vengono fatte cadere dopo le scuse di questa. Viene chiamato il padre che va a prendere Ayako in caserma, ma al ritorno a casa lei è ostracizzata dalla famiglia ed è costretta a lasciare la casa.